# Villa Prata
Villa Prata-Bossi-Sala-Pennati si trova a Monza in via Lecco 29.

## Storia
L'edificio sorse in città all'inizio del XVIII secolo lungo quella che era l'importante via diretta verso la Brianza e Lecco. Di certo è antecedente l'anno 1721, data in cui è censito nella pianta di Monza; nel 1845 viene indicato come Palazzo Sala.
Nel secondo dopoguerra la proprietà della villa passa a Costantino Giulio, Enrico e Silvio Vismara, proprietari di numerosi stabilimenti industriali.
Oggi l'edificio è stato riadattato ad appartamenti.

## Architettura
La planimetria è quella classica a U le cui ali laterali compongono una corte principale rivolta verso la via Lecco. La corte è decorata con una fontana e chiusa da una cancellata in ferro battutno di notevole pregio.
L'edificio ha un piano terreno ed un primo piano. Il corpo centrale è ingentilito da un portico su colonne a cinque campate, che costituiva l'ingresso alla villa. Le decorazioni esterne e la bella cancellata in ferro battuto sono in stile barocchetto. In origine un ampio parco lo arricchiva sul retro verso nord ovest. Si tratta di una zona verde disegnata a comparti regolari e a griglia ortogonale, esteso su 4,10 pertiche milanesi. Il sommario della mappa originale indica che la proprietà della casa, del giardino e degli orti pertinenziali era del Conte Antonio Prada, al quale era assegnata anche la contigua vigna ad est, al numero particellare 533, estesa su 108,10 pertiche.
Oggi l'edificio è stato riadattato ad appartamenti.